# 認識的不正義
認識的不正義（にんしきてきふせいぎ、epistemic injustice）とはイギリスの哲学者ミランダ・フリッカー（Miranda Fricker、1966年3月12日 - ）によって作られた概念で、知識に関する不正義のことである。排除や口封じ、ある人物の重要性や貢献に対する組織的な歪曲や不当表示、コミュニケーション実践における地位や立場の過小評価、権限の不当な差異、根拠のない不信などがある。
近年影響力を持っているのはフリッカーによる理論である。フリッカーによれば、認識的不正義には「証言的不正義」と「解釈的不正義」の二種類がある。
関連する概念として、認識的抑圧や認識的暴力がある。

## 概念史
認識的不正義という概念が作られたのは1999年だが、それ以前の哲学者たちも似たような概念を用いていた。

## 証言的不正義
証言的不正義は誰かの言葉を信用することに関する不公正である。

## 主な哲学者・理論家
- ミランダ・フリッカー